# ایر جردن

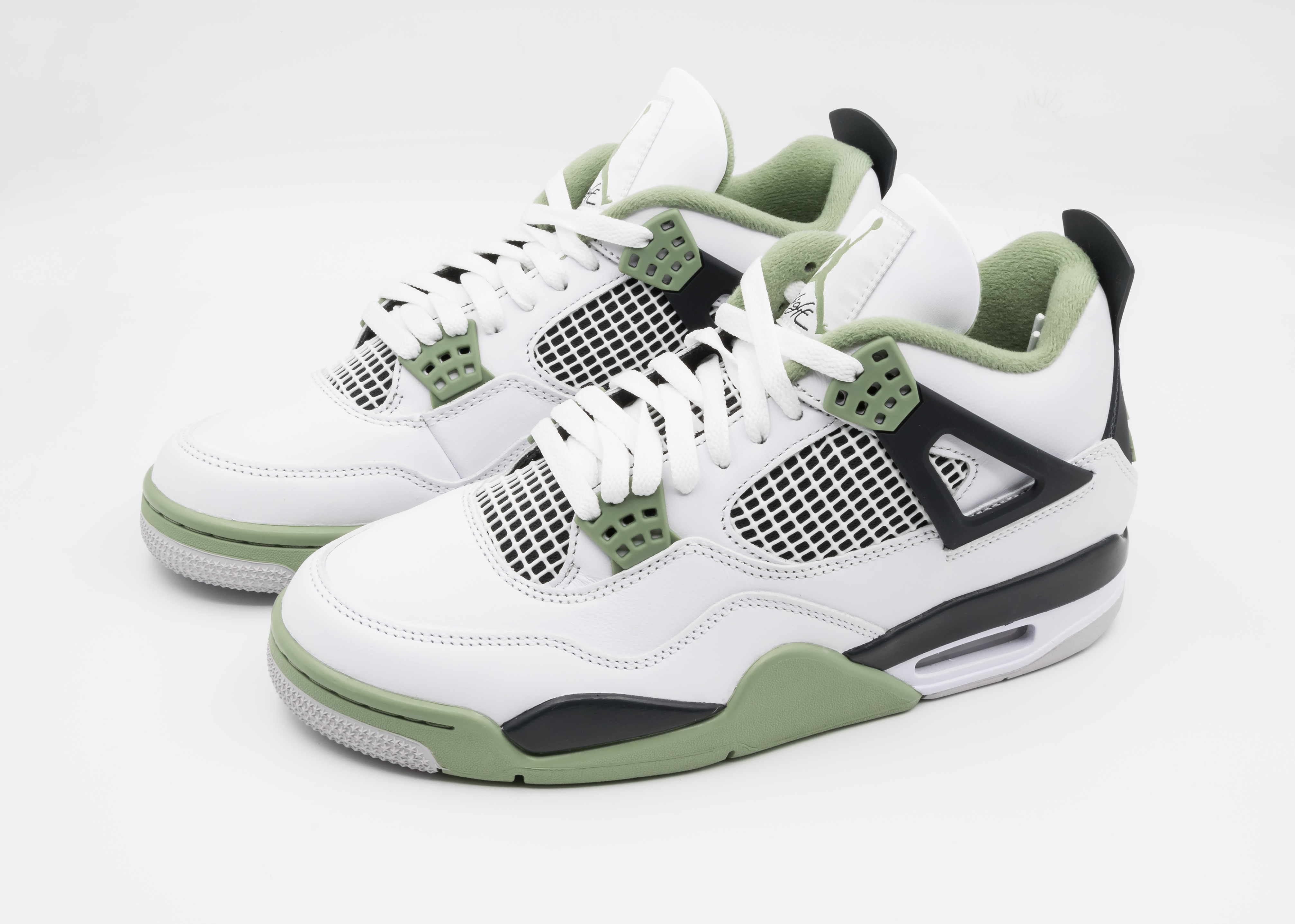
نمایی از کفش نایکی سری ایر جردن، محصول سال ۲۰۲۳

ایر جردن (انگلیسی: Air Jordan) برند پوشاک ورزشی آمریکایی است، که در سال ۱۹۸۴ توسط مایکل جردن تأسیس شد و هم‌اکنون متعلق به شرکت نایکی است.